# Thomas Noon Talfourd

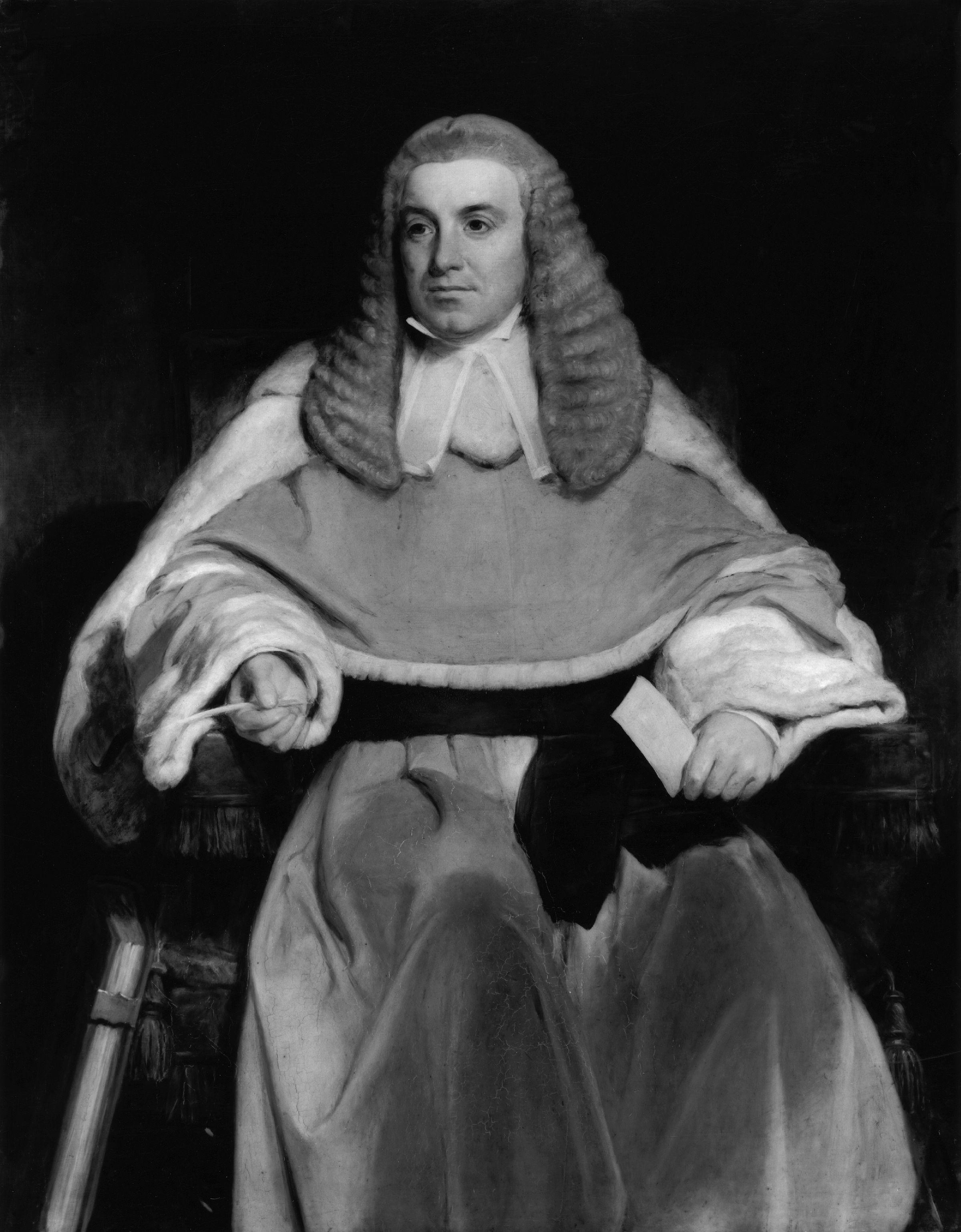
Thomas Talfourd 1840, Kupferstich von Henry William Pickersgill

Sir Thomas Noon Talfourd (* 26. Mai 1795 in Reading, Berkshire; † 13. März 1854 in Stafford) war ein britischer Parlamentarier, Jurist und Autor.
Talfourd veröffentlichte seinen ersten Gedichtband in seiner Schulzeit. Er entschied sich dennoch, Recht zu studieren, vermutlich als Schüler von Joseph Chitty. Er veröffentlichte literaturkritische Bücher. Sein zu Lebzeiten erfolgreichstes Buch war An attempt to estimate the poetical talent of the present age. Talfourd trug so und mit zahlreichen weiteren Veröffentlichungen mit dazu bei, die Poesie der Zeit im öffentlichen Bewusstsein zu verankern. Als Kritiker schrieb er vor allem für das London Magazine und The New Monthly Magazine. Seine Tragödie Ion veröffentlichte er 1835, diese wurde ein Jahr mit William Macready in der Hauptrolle in Covent Garden aufgeführt und war ein großer Publikumserfolg.
1821 wurde er als Prozessanwalt zugelassen. Die Königin ernannte ihn 1833 zum Serjeant-at-law. Sein Ruf war dabei der eines ehrlichen und guten, wenn auch nicht brillanten Anwalts, der ernsthaft seine Sache vertrat und nicht zu unredlichen Prozesstaktiken griff. 1849 wurde er Richter am Court of Common Pleas. Als solcher wurde er am 30. Januar 1850 als Knight Bachelor („Sir“) geadelt.
Als Schriftsteller setzte er sich für die Abschaffung des Prangers im britischen Strafsystem ein. Für ihn war der Pranger ungeeignet, um Straftäter zu reformieren, und würde sie nur in ihrem Lebensweg festsetzen, der letztlich zum Galgen führte.
1835 wurde er das erste Mal als Abgeordneter für Reading in das britische House of Commons gewählt. Als Parlamentarier setzte er sich dafür ein, den Urheberrechtsschutz von Büchern zu verschärfen. Dafür schlug er 1837 ein Gesetz vor, das die zahlreichen vereinzelten Bestimmungen zum Urheberrechtsschutz zusammenfassen und neu ordnen sollte. Unter anderem wollte er die zeitliche Befristung von Urheberrechten von 28 Jahren nach Veröffentlichung auf 60 Jahre nach dem Tod des Autors anheben.
Trotz entschiedener Widerstände betrieb er diese Kampagne über viele Jahre und ließ sich auch nicht entmutigen, als Minister Macaulay die Angelegenheit zwischenzeitlich komplett aus den Beratungen herauswarf. Die Bemühungen führten letztlich zum Copyright Act of 1842, der die Urheberrechtsfristen deutlich verlängerte, sonst aber kaum eines von Talfourds weit gesteckten Zielen erreichte.
Talfourd veröffentlichte die Briefe und Werke des Schriftstellers Charles Lamb, dessen enger Freund er war. Zugleich schrieb er dessen erste Biographie. Zum weiteren Bekanntenkreis gehörten William Godwin, Leigh Hunt, William Wordsworth und Samuel Taylor Coleridge.
Talfourd war ein Freund von Charles Dickens, der ihm den Roman The Pickwick Papers widmete. Zudem beriet er ihn in Rechtsfragen bei Dickens’ zahlreichen Prozessen und Aktionen gegen Nachdrucker, die unautorisiert Dickens’ Werke druckten.
Die Dickens-Forschung vermutet, dass Talfourd das Modell für den Charakter Thomas Traddles in Dickens’ Roman David Copperfield war.
1822 heiratete er Rachael Rutt. Talfourd war ein oft und gern gesehener Gast auf Dinners, in Salons und auf Partys, sein Name taucht in zahlreichen Briefen der Zeit auf, wobei er fast immer freundlich erwähnt wird. Talfourd erlitt einen Schlaganfall im Gerichtssaal, während er eine Anklage verlas, und starb wenige Stunden später.